# Henry Aristide Boucher
Henry Aristide „Red“ Boucher (* 27. Januar 1921 in Nashua, New Hampshire; † 19. Juni 2009 in Anchorage) war ein US-amerikanischer Politiker.
Boucher wurde 1921 in New Hampshire geboren. Nachdem er in Massachusetts zur High School gegangen war, diente er von 1937 bis 1957 in der United States Navy. 1958 zog Boucher nach Alaska und ließ sich in Fairbanks nieder. Sein Umzug nach Alaska geschah auf Wunsch von Senator John F. Kennedy. Dieser wollte, dass Boucher sich für die Demokratische Partei in dem noch jungen Bundesstaat politisch betätigte. Boucher hatte Kennedy zuvor in dessen Wiederwahlkampagne bei den Senatswahlen 1956 unterstützt. In Fairbanks betrieb Boucher ein Sportwarengeschäft und managte die Alaska Goldpanners, ein 1960 von ihm gegründetes in Alaska ansässiges Baseballteam, für elf Jahre. Aufgrund seines Einsatzes für das Team und den Baseball insgesamt gilt Boucher als eine der wichtigsten Figuren der professionellen Baseballs in Alaska.
Bouchers politische Karriere begann 1961, als er bis 1964 Mitglied im Stadtrat von Fairbanks (Fairbanks City Council) wurde. 1966 bis 1970 war er Bürgermeister der Stadt. 1970 kandidierte er für das Amt des Vizegouverneurs von Alaska und konnte sich gegen den republikanischen Amtsinhaber Robert W. Ward durchsetzen. Da das Amt erst durch eine Verfassungsänderung im Jahr 1970 seine Bezeichnung als Vizegouverneur erhielt, war Boucher gewissermaßen der erste, der auch als Vizegouverneur bezeichnet wurde. An den Aufgaben des Amtes änderte sich jedoch nichts. Bei den Wahlen 1974 unterlag Boucher dem republikanischen Herausforderer Lowell Thomas junior. Danach zog er sich ins Geschäftsleben zurück und kandidierte erfolglos für das Amt des Bürgermeisters von Anchorage. 1984 wurde Boucher in das Repräsentantenhaus von Alaska gewählt, dem er von 1985 bis 1990 angehörte.